# Delio Toledo
Delio César Toledo Rodas (Cecilio Báez, 10 de Fevereiro de 1976) é um ex-futebolista paraguaio, que atuava como defensor.

## Carreira
Toledo integrou a Seleção Paraguaia de Futebol na Copa América de 1999.